# اوتیفرون (افلاطون)

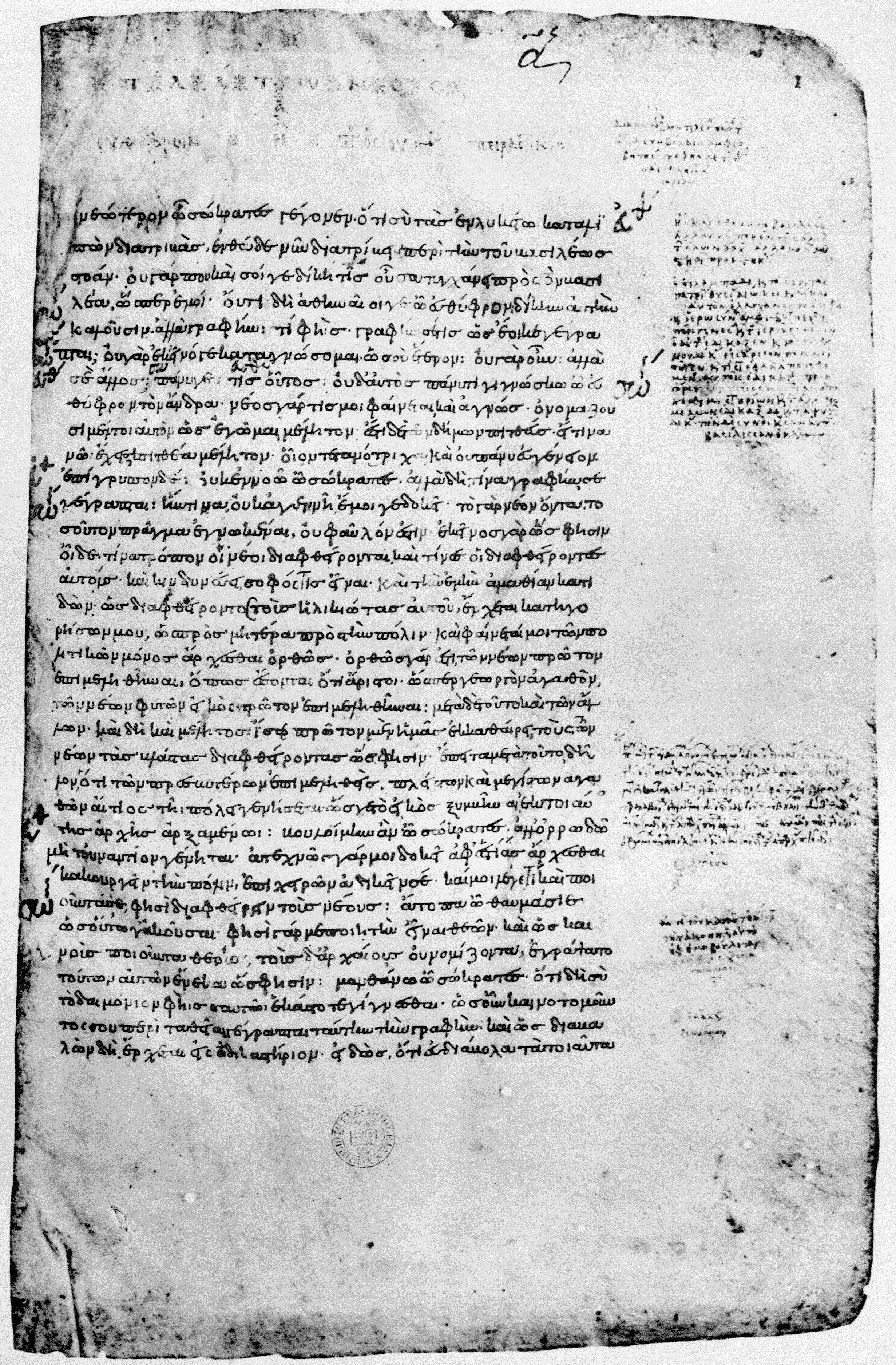
آغاز رسالهٔ اوتیفرون در قدیمی‌ترین نسخهٔ خطی بازمانده از قرون وسطی، کدکس کلارکیانوس، که در سال ۸۹۵ نسخه‌برداری شده است.

اوتیفرون یا اثوفرون (به یونانی باستان: Εὐθύφρων) با نام بدلی دین‌داری یکی از آثار اولیهٔ فیلسوف یونانی، افلاطون، است که در قالب گفتگو نوشته شده است. محتوای این اثر، گفتگوی خیالی میان سقراط، استاد افلاطون، و همشهری مؤمن و متدین او، اوتیفرون، است که نام این گفتگو نیز از او گرفته شده است. موضوع اصلی، تعریف دین‌داری (تقوا) و بررسی رابطه آن با اخلاق است. استفانوس این رساله را در ابتدای دورهٔ آثار افلاطون قرار داده‌است.
اوتیفرون به سقراط می‌گوید که در حال طرح اتهام قتل علیه پدر خود است. او متقاعد شده است که در این کار، حق با اوست و عملش دین‌دارانه است. سقراط از این موقعیت غیرمعمول استفاده می‌کند تا با اوتیفرون یک بحث فلسفی دربارهٔ دین‌داری آغاز کند. آن‌ها با هم تلاش می‌کنند تا مشخص کنند چه چیزی دین‌داری را تشکیل می‌دهد. در این حین، به جنبه‌ای اساسی از این موضوع برمی‌خورند که برای اولین بار در این‌جا صورت‌بندی شده و به همین دلیل امروزه در فلسفه و الهیات به عنوان معمای اوتیفرون شناخته می‌شود. این معما عبارت است از این پرسش که آیا چیزی باید به این دلیل که مطابق با ارادهٔ خدا (که تمام هنجارها را تعیین می‌کند) است، از نظر اخلاقی درست تلقی شود، یا اینکه امر اخلاقاً درست، فی‌نفسه درست است و به همین دلیل سپس در مرحلهٔ بعد مورد ارادهٔ الهی قرار می‌گیرد. اهمیت این پرسش در پیامدهای گسترده اخلاقی و الهیاتی‌ای نهفته است که پس از پاسخ به آن ناشی می‌شود. با این حال، برای دو طرف گفتگو، این یک مشکل نیست، زیرا به نظر آن‌ها بدیهی است که پسندیده بودن نزد خدایان نیست که باعث اخلاقاً روا بودن چیزی می‌شود، بلکه اخلاقاً روا بودن امری علت پسندیده بودن آن نزد خدایان است.
آنها موفق نمی‌شوند دین‌داری را به شکلی رضایت‌بخش تعریف کرده و رابطه آن را با عدالت روشن سازند. این گفتگو به یک آپوریای (بن‌بست) ظاهراً لاینحل می‌انجامد. اوتیفرون تسلیم شده و گفتگو را قطع می‌کند.

## مکان، زمان و شرکت‌کنندگان

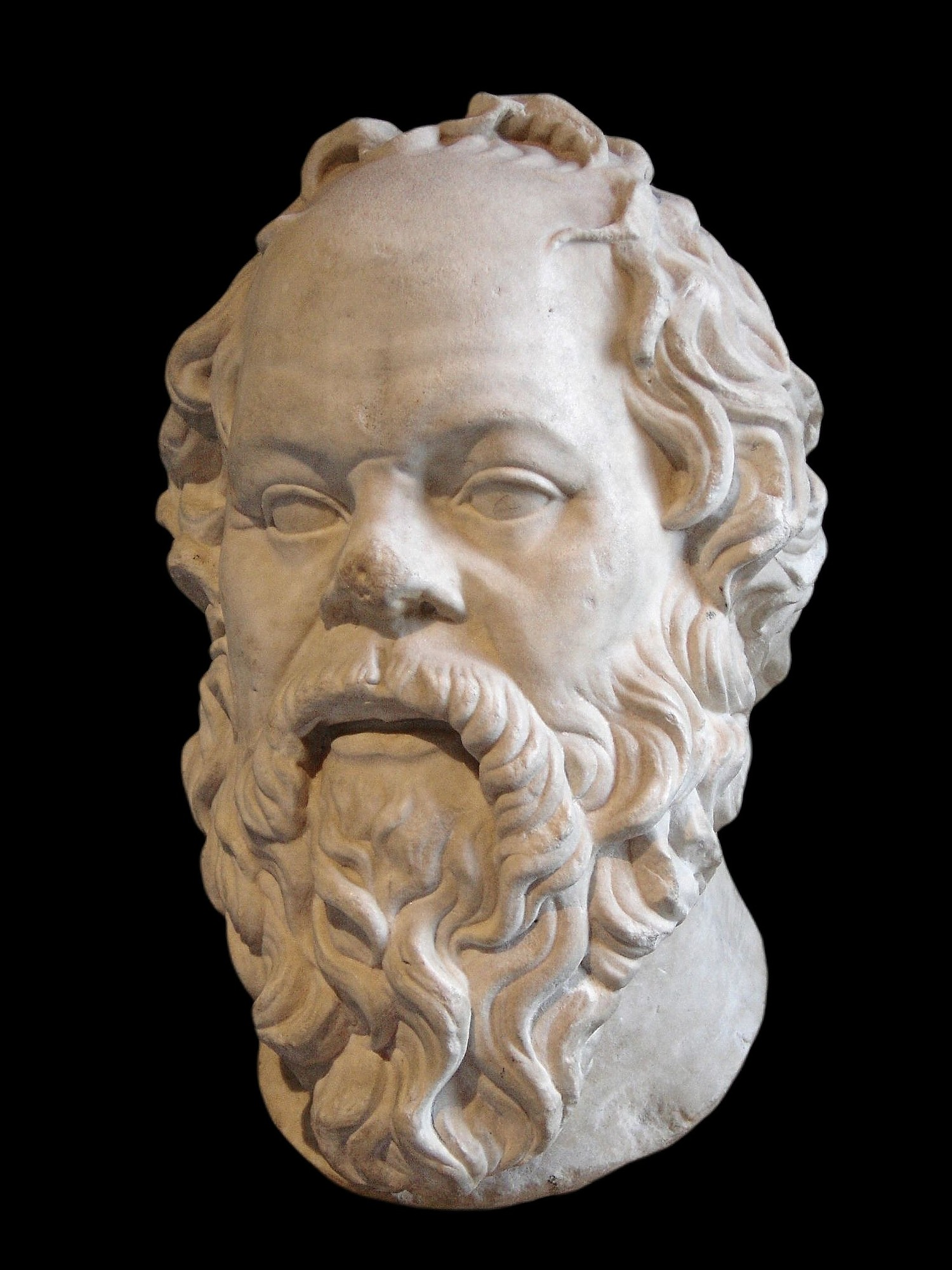
سقراط (نیم‌تنه رومی، قرن اول میلادی، موزهٔ لوور، پاریس)

گفتگو در آتن، در استوای دادگاه آرخون باسیلئوس روی می‌دهد. تنها دو نفر در آن شرکت دارند: سقراط و اوتیفرون.
به جز دو گفتگو از افلاطون، هیچ منبع معاصر دیگری با افلاطون، وجود تاریخی شخص اوتیفرون را تأیید نمی‌کند. بنابراین، این احتمال وجود دارد که این شخصیتی ابداعی توسط افلاطون بوده باشد. نام معنادار او (به معنای «راست‌اندیش») که نشان‌دهندهٔ تفکر مستقیم و ارتباط‌دهی سریع ذهن او میان‌ مفاهیم است، این فرضیه را تقویت می‌کند. با این وجود، در پژوهش‌ها معمولاً فرض بر این است که اتیفرون شخصیتی تاریخی بوده است. در گفتگوی کراتیلوس، افلاطون چندین بار به اوتیفرونی از اهالی دموسِ پروسپالتا در آتیک اشاره می‌کند که الهامات دینی خود را با شور و شوق با دیگران به اشتراک می‌گذارد. ظاهراً این همین شخصی است که در اوتیفرون حضور دارد. اوتیفرون به عنوان یک پیشگو فعالیت می‌کرد. محتمل است که او یک کاهن بوده باشد، اما این موضوع در هیچ کجا به صراحت بیان نشده است. بر اساس توصیفات افلاطون، او توسط همشهریانش به عنوان یک فرد بیگانه و غیرعادی در نظر گرفته می‌شد و جدی گرفته نمی‌شد. او ظاهراً باورمند به خوانشی کاملاً سنتی از دین بود، اما به شیوه‌ای رادیکال و بیزارکننده. این امر باعث ایجاد نوعی همدلی و سمپاتی بین او و سقراط شد، سقراطی که خود نیز با ظاهر غیرمعمول و ادعاهای تحریک‌آمیزش، از چارچوب عرفی خارج بود و باعث رنجش دیگران می‌شد.
زمان وقوع این گفتگو، بهار سال ۳۹۹ پیش از میلاد است. این تاریخ‌گذاری از آن‌جا ناشی می‌شود که کیفرخواست علیه سقراط که منجر به محکومیت و اعدام او شد، در این‌جا صادر شده بوده است. اوتیفرون در این‌جا احتمالاً در دهه پنجم زندگی خود است، در حالی که سقراط هفتاد ساله است. قتلی که اوتیفرون پدر سالخوردهٔ خود را به آن متهم می‌کند — اگر واقعه‌ای حقیقتاً تاریخی باشد — باید حداکثر تا سال ۴۰۴ پیش از میلاد در جزیرهٔ ناکسوس رخ داده باشد، زیرا مهاجران آتنی (کلروخ‌ها) که در آنجا زندگی می‌کردند و پدر اوتیفرون ظاهراً یکی از آنها بود، مجبور شدند پس از شکست سنگین آتن در نبرد آیگوسپوتاموی در سال ۴۰۵ پیش از میلاد، ناکسوس را ترک کنند.

## چکیدهٔ مکالمه
اوثوفرون که یک متأله است برای شکایت از پدر خود به جرم قتل به دادگاه مراجعه می‌کند و در آن‌جا سقراط را که برای محاکمهٔ مشهور خود آمده بود می‌بیند و باقی ماجرا.
اثوفرون در ابتدا دو بحث را مطرح می‌کند. نخست این‌که داستان‌هایی را دربارهٔ خدایان و اختلافات و کشمکش‌های آنان بازگو می‌کند و بر آن است که این داستان‌ها حقیقت دارند. دوم این‌که در پاسخ پرسش سقراط دربارهٔ تعریف دین‌داری ادعا می‌کند: هرآنچه که خدایان بپسندند دین‌داری است.
سقراط ادعای نخست اتیفرون را با این استدلال رد می‌کند که مطابق داستان‌های رایج اگر میان خدایان کشمکش باشد آن‌گاه معیار مشخص و ثابتی دربارهٔ دین‌داری نخواهیم داشت. پس فرضی را به ادعای نخست افزودند که هرچه همهٔ خدایان بپسندند موافق دین‌داری است.
سپس این پرسش را مطرح می‌کند: آیا امری موافق دین‌داری محسوب میشود از آن جهت که خدایان آن را دوست دارند، یا این‌که عملی چون موافق دین‌داری است خدایان آن را دوست دارند؟ سقراط با ذکر چند مثال نشان داد که «یکی از صفات دین‌داری این است که محبوب خدایان باشد». یعنی حالت نخست درست است. اما پرسش نخست هنوز برجای خود باقی است که چه چیز موافق دین‌داری است؟ پاسخ سقراط این است که دین‌داری خود زیرمجموعهٔ عدالت است. اما کدام بخش از عدالت؟
اتیفرون به پرسش اخیر این‌گونه پاسخ می‌دهد: آن بخش که طرز رفتار ما با خدایان را مشخص می‌کند و این طرز رفتار باید مشابه رابطهٔ بنده با خواجه باشد.
سقراط می‌گوید خدمت‌گزاری ما برای خدایان سودی به آنان در بر ندارد. اتیفرون دوباره پاسخ می‌دهد که از راه دعا و قربانی کردن دل خدایان را به دست می‌آوریم و آنان نیز در مقابل از گزند به جامعه و ویرانی خانه‌ها جلوگیری می‌کنند... نتیجهٔ این مدعای اوثوفرون این است که منظور از قربانی و دعا به‌دست آوردن دل خدایان است.
اما سقراط او را متوجه تناقض ادعای واپسین با پژوهش پیشین کرد که نشان داده بودند «یکی از صفات دین‌داری این است که محبوب خدایان باشد». حال‌آن‌که اکنون با دعا و قربانی دل خدایان را به‌دست می‌آوریم. یعنی چون خدایان دوست دارند و دلشان به‌دست می‌آید موافق دین‌داری است!
در نهایت تعریف «دین‌داری» مسکوت ماند و اتیفرون به بهانه‌ای آن‌جا را ترک کرد.

## واژگان
1. ↑  Aporia
2. ↑  stoa: در یونان باستان، به یک بنای بلند و کشیده که اطراف آن تعداد زیادی ستون وجود دارد، گفته می‌شد.